# العز المقدسي
عز الدين أبو البركات عبد العزيز بن علي بن أبي العز بن عبد العزيز بن عبد المحمود البكري التيمي القرشي البغدادي ثم المقدسي (770 هـ - 846 هـ)، فقيه حنبلي، قاض، له مشاركة في بعض العلوم كالتفسير والحديث والنحو. يعرف بـ العز المقدسي، وبـ قاضي الأقاليم لأنه ولي قضاء بغداد والقدس والشام ومصر.
هو أول قضاة بيت المقدس الحنابلة، قال مجير الدين العليمي: «ولي قضاء بيت المقدس سنة 804 هـ، ولم يعلم أن حنبليا قبله ولي المقدس، وطالت مدته نحو عشرين سنة».

## سيرته
ولد سنة 770 هـ ببغداد، واشتغل بها فحفظ القرآن، وتلاه بالروايات، وتفقه على شيوخها، وسمع بها من جماعة، ثم قدم دمشق فأخذ الفقه عن علاء الدين بن اللحام وعرض عليه الخرقي واعتنىٰ بالوعظ وكان يستحضر كثيرا من تفسير البغوي، واعتنى بعلم الحديث وله مشاركة في الفقه والأصول، واشتغل، ودرس، وكتب على الفتاوىٰ يسيراً. 
ولي بعد فتنة تيمورلنك قضاء بيت المقدس وطالت مدته وجرى له فصول، ثم ولي قضاء دمشق، ثم صرف عنها فولي تدريس المؤيدية ثم ولي قضاء مصر مدة، ثم ولي قضاء دمشق في دفعات يكون مجموعها ثمان سنين.
توفي ليلة الأحد مستهل ذي القعدة سنة 846 هـ وصلي عليه من الغد بالجامع الأموي وحضر جنازته القضاة وبعض أركان الدولة ودفن عند والده بمقابر باب كيسان إلى جانب الطريق.

## مؤلفاته
- مختصر المغني، لابن قدامة، في أربع مجلدات، سماه الخلاصة.
- شرح الخرقي، في مجلدين.
- مختصر الطوفي، في الأصول.
- عمدة الناسك في معرفة المناسك.
- مسلك البرة في معرفة القراءات العشرة.
- بديع المغاني في علم البيان والمعاني.
- جنة السائرين الأبرار وجنة المتوكلين الأخيار، تشتمل على تفسير آيات الصبر والتوكل في مجلد.
- المسائل المهمة فيما يحتاج إليه الناقد في الأمور المدلهمة.
- القمر المنير في أحاديث البشير النذير.
- شرح الجرجانية، في النحو.
- شرح الشاطبية.
- الفنون الجلية في معرفة حديث خير البرية.[17]